# Thomas Blampin
Thomas Blampin (Noyon, 1640 - Saint-Benoît-sur-Loire, 13 de febrero de 1710) fue un religioso benedictino y patrólogo francés. 

## Vida
Tras estudiar humanidades en el colegio de jesuitas de Compiègne, profesó en la abadía de Saint-Remi de Reims de la Congregación de San Mauro perteneciente a la Orden de San Benito. Ejerció como profesor de Filosofía y Teología en este monasterio y también en el de Saint-Germain-des-Prés, donde durante casi treinta años estuvo dedicado a la edición de las obras de San Agustín.  Posteriormente fue prior de Saint-Nicaise y de Saint-Remi en Reims y de Saint-Ouen en Rouen, y visitador de la provincia de Borgoña hasta su muerte, ocurrida en la abadía de Fleury a los setenta años de edad. 

## Obra
Su única obra conocida, que ocupó casi treinta años de su vida, fue la edición de las obras completas de San Agustín.  La congregación había planeado en 1670 la ejecución de una nueva edición agustiniana con el objetivo de mejorar la que la Universidad de Lovaina había publicado a finales del siglo XVI, y había cometido su redacción a François Delfau y Robert Guérard, pero la publicación se vio interrumpida cuando ambos autores fueron desterrados de París como consecuencia de sus posturas críticas hacia la encomienda sostenida en su libro L'Abbé commendataire.  
Encargado Blampin de la continuación de la obra, con la colaboración de Pierre Coustant y las aportaciones de Hugues Vaillant y Jacques du Frische, entre 1681 y 1700 publicó once volúmenes con el título Sancti Aurelii Augustini Hipponensis episcopi operum. Post Lovaniensium theologorum recensionem castigatus denuo ad manuscriptos codices gallicanos, vaticanos, belgicos &c necnon ad editiones antiquiores & castigatiores.  En los años siguientes fueron reeditados varias veces, siendo incluidos en la Patrología latina de Jacques-Paul Migne. 
La obra fue el origen de una agria polémica teológica: considerando que en ella se contenían interpretaciones jansenistas de los escritos agustinianos, primero fue el jesuita Jean Garnier quien intentó impedir la publicación; después el capuchino Esprit d'Aulonne hizo la misma denuncia ante el arzobispo de París François Harlay, que la desestimó.  
En 1698 salió a la luz un libelo supuestamente impreso en Colonia y firmado por "un abad de Alemania", pero impreso en realidad en París y atribuido a los jesuitas. 
Durante los meses siguientes, jesuitas y mauristas mantuvieron un abundante intercambio de opúsculos a favor y en contra de la obra. 
En la disputa estuvieron involucrados el arzobispo de París Louis-Antoine de Noailles, el obispo de Chartres Paul Godet des Marais, el de Meaux Jacques-Bénigne Bossuet, el cura de Saint-Sulpice, el Parlamento de París, el procurador de la congregación en Roma Claude Estiennot,  los cardenales Colloredo y Cantelmo, el Santo Oficio, y el papa Inocencio XII, hasta que a instancias del canciller De Pontchartrain, el rey Luis XIV ordenó a las dos partes en litigio silenciar la cuestión. En 1700 los libelos acusatorios fueron incluidos en el Index Librorum Prohibitorum.